# Fuat Usta
Fuat Usta (født 3. juli 1972) er en tidligere tyrkisk fodboldspiller.